# Cast Away
Cast Away is een film uit 2000. De film gaat over Chuck Noland, een man die neerstort met een vliegtuig en moet zien te overleven op een onbewoond eiland. Het verhaal is gebaseerd op het boek Robinson Crusoe, maar de regisseur heeft het verhaal behoorlijk aangepast. De regie was in handen van Robert Zemeckis.
Cast Away werd geproduceerd door concurrenten 20th Century Fox en DreamWorks. De film was wereldwijd een enorm kassucces, met een opbrengst van bijna 430 miljoen dollar. Het is daarmee de op-twee-na succesvolste film van 2000, na Gladiator en Mission: Impossible II. De film werd goed ontvangen door filmrecensenten. Hanks werd genomineerd voor een Oscar voor Beste Acteur, en daarnaast werd de muziek ook voor een Oscar genomineerd. Opvallend aan de muziek is overigens dat die tijdens het verblijf van Chuck op het eiland geheel afwezig is.
Aan de voorbereidingen voor de film werd al jaren voor de première begonnen. De opnamen werden zelfs een jaar stilgelegd, omdat Tom Hanks 25 kilogram moest afvallen en meer behaard moest zijn, zodat het er aannemelijker uit zou zien dat hij vier jaar lang op een onbewoond eiland had gezeten. De filmploeg van Cast Away maakte in dat jaar ondertussen de film What Lies Beneath.

## Verhaal
Chuck Noland is een hooggeplaatste functionaris bij het koerierbedrijf FedEx die zijn werk boven zijn privéleven stelt. Terwijl hij kerstavond 1995 doorbrengt met zijn vriendin Kelly Frears, wordt hij opgeroepen om mee te vliegen met een vrachtvliegtuig richting Maleisië. Aan boord ontploft er een deel van de lading en stort het vliegtuig neer in de Stille Oceaan. Chuck weet als enige te ontsnappen uit de zinkende romp en spoelt aan op een eiland.
Het duurt niet lang voordat hij ontdekt dat hij helemaal alleen op het eiland is. Noodgedwongen gaat hij op zoek naar mogelijkheden om te overleven. Hij vindt een aantal pakketjes terug uit het vliegtuig, die hij in eerste instantie bewaart vanuit zijn arbeidsethos. Pas later opent hij de pakjes om zichzelf te helpen met overleven. In een van de pakketten zit een volleybal waar hij met een bloederige hand die hij oploopt omdat hij zich tijdens een poging om vuur te maken in z'n hand snijdt, een afdruk op maakt die op een gezicht lijkt. Hij noemt de bal Wilson, naar het merk van de volleybal, en praat met deze 'vriend' om de eenzaamheid te verdrijven. Eén pakketje opent hij niet.
Na vier jaar op het eiland vast te hebben gezeten, besluit hij een vlot te bouwen en de oversteek naar huis te wagen. Dit doet hij met behulp van een aangespoelde golfplaat, die hij kan gebruiken als zeil en om te schuilen bij slecht weer. Na dagen op zee te hebben gedreven, is hij behoorlijk uitgeput. Daarnaast is hij Wilson kwijtgeraakt. Dan vindt de bemanning van een vrachtschip hem en nemen ze Chuck mee naar de bewoonde wereld. Daar blijkt dat Kelly inmiddels getrouwd is en een kind heeft.
Hij besluit het ongeopende pakketje te bezorgen vanuit een soort plichtsgevoel naar zijn bedrijf. Er is niemand thuis en hij laat het pakje achter met een briefje waarin hij zegt dat dat pakje zijn leven heeft gered. Hij rijdt weg en staat even later stil op de kruispunt. Een vrouw genaamd Bettina Peterson, die in haar truck komt aangereden, legt uit waar elke weg heengaat. Als zij de weg inslaat die naar haar ranch Bettina leidt, waar hij het pakje heeft achtergelaten, merkt Chuck op dat achterop haar truck hetzelfde symbool staat als op het pakje. Hij kijkt om zich heen en glimlacht als hij de weg inkijkt waar de vrouw in is gereden.

## Rolverdeling
| Acteur              | Personage            |
| ------------------- | -------------------- |
| Tom Hanks           | Chuck Noland         |
| Helen Hunt          | Kelly Frears         |
| Valerie Wildman     | Virginia Larson      |
| Geoffrey Blake      | Maynard Graham       |
| Jenifer Lewis       | Becca Twig           |
| Chris Noth          | Jerry Lovett         |
| Nick Searcy         | Stan                 |
| Lari White          | Bettina Peterson     |
| Wilson de volleybal | "Wilson" (onvermeld) |

## Trivia
- De film werd opgenomen op het Fiji-eiland Monuriki. In werkelijkheid is het dichtstbijzijnde eiland ongeveer 500 meter vanaf Monuriki.
- De volleybal "Wilson" kan gezien worden als de persoon "Vrijdag" uit het boek over Robinson Crusoe. De naam Wilson is gebaseerd op het bedrijf Wilson Sporting Goods dat onder andere ballen produceert. Wilson Sporting Goods heeft later ook ballen met gezichten geproduceerd.
- Volgens FedEx heeft het bedrijf nooit betaald voor zijn rol in de film.
- In de aflevering Epiphany van de sciencefictionserie Stargate Atlantis wordt gerefereerd aan Cast Away. Wanneer een van de personages uit die serie vastzit in een grot zegt hij Dit is Sheppard. Ik ben er vrij zeker van dat jullie mij niet kunnen horen, maar ik heb geen volleybal om tegen te praten, dus wat maakt het uit. Het personage "Wilson de volleybal" wordt zeer vaak gebruikt in andere films, waaronder Madagascar, Behind Enemy Lines.
- Family Guy heeft een aflevering gehad genaamd Perfect Castaway (seizoen 4 aflevering 12) waarin Peter en zijn vrienden aanspoelen op een onbewoond eiland, als ze terugkomen van het eiland is Lois getrouwd met Brian, net als in de film de vrouw van Chuck getrouwd is met iemand anders.
- Chuck heeft in de film één pakketje dat was aangespoeld niet opengemaakt. Regisseur Robert Zemeckis zei later als grapje dat hier een waterresistente, op zonne-energie werkende satelliettelefoon in zat.
- De auto waarin Chuck en zijn vriendin aan het begin van de film in rijden, een Jeep Cherokee, werd pas geproduceerd na 1997 terwijl dat gedeelte van de film zich in 1995 afspeelt.
- De film bevat vrijwel geen muziek op de achtergrond. Tijdens Chucks verblijf op het eiland zelfs helemaal niet. Aan het einde van de film is wel muziek gemonteerd, deze is gecomponeerd door Alan Silvestri. Hij won een Grammy Award voor die muziek.
- Tom Hanks werd genomineerd voor een Academy Award voor Beste Acteur door zijn goede acteerprestaties.
- Hanks won een Golden Globe-award voor Beste Acteur.
- De ranch Bettina in de slotscène van de film, heet in werkelijkheid de Arringtonranch, gelegen bij het plaatsje Canadian, in de panhandle van Texas. Het kruispunt van wegen FM 1268, FM 48 en Country Road 5 ligt daar in de buurt.
- Prop House, een veilinghuis, verkocht in november 2021 meer dan 1100 rekwisieten uit bekende films waaronder Wilson, de volleyball. Bij het te koop stellen, beschreef men de bal als "zwaar beschadigd, met verf die is aangebracht om een versleten, vuil uiterlijk te creëren". Het ging op de veiling onder de hamer voor 308.000 dollar.[3]